# Onthophagus dama
Onthophagus dama är en skalbaggsart som beskrevs av Fabricius 1798. Onthophagus dama ingår i släktet Onthophagus och familjen bladhorningar. Inga underarter finns listade i Catalogue of Life.